# Eagle Pass
Eagle Pass é uma cidade localizada no estado norte-americano de Texas, no Condado de Maverick.

## Demografia
Segundo o censo norte-americano de 2000, a sua população era de 22.413 habitantes.
Em 2006, foi estimada uma população de 26.401, um aumento de 3988 (17.8%).

## Geografia
De acordo com o United States Census Bureau tem uma área de
19,3 km², dos quais 19,2 km² cobertos por terra e 0,1 km² cobertos por água.

## Localidades na vizinhança
O diagrama seguinte representa as localidades num raio de 12 km ao redor de Eagle Pass.